# Dörpfeldstraße
Die Dörpfeldstraße ist eine historische, geradlinig verlaufende Straße im Berliner Ortsteil Adlershof des Bezirks Treptow-Köpenick. Sie liegt zwischen der Bahntrasse des Berliner Außenrings im Nordosten und dem Adlergestell am S-Bahnhof Adlershof an der Görlitzer Bahn im Südwesten.

## Geschichte
Die Straße gab es bereits im Mittelalter, als Heerscharen auf Kriegszügen im Land unterwegs waren, der unbefestigte und namenlose Weg wurde auch von Handels- und Fuhrleuten benutzt. Er lag auf der Verbindung zwischen Saarmund, Rudow, Coepenick, Frankfurt (Oder) und durchzog das Feuchtgebiet des Spreetals, das Cöllnische Heyde genannt wurde. Zu diesem mittelalterlichen Weg gehört auch die ursprünglich etwas anders trassierte Rudower Chaussee. Auf einem historischen Plan des Jahres 1755 findet sich die Bezeichnung Alte Heer-Straße von Leipzig nach Franck Furth.
Mit der Entstehung des Erbzinsguts Adlershoff im Jahr 1754 bildete dieser historische Weg die Mittelachse bei der Besiedlung. Die Bewohner nannten nun diesen Hauptweg Dorfstraße (zumindest das Teilstück auf den mit Häusern besetzten Flächen). Nach damaligem Recht konnten Bewohner für die Benutzung von Handelswegen Zoll kassieren (das Zollhaus befand sich am nördlichen Zugang zu Adlershoff an der Chaussee nach Cöpenick). Im Gegenzug forderten die Händler jedoch vom zuständigen Zollamt Cöpenick die ordentliche Befestigung der Straße. Ein Teilstück im Kreuzungsbereich mit dem Adlergestell befand sich im Eigentum des Gutsbesitzers Siwicke, der entsprechende Ausbesserungen vornehmen ließ. Um 1865, als der Ort bereits rund 200 Einwohner zählte, sollten die Anwohner, die Büdner, diesen Verkehrsweg „chaussieren“, das heißt, die Fahrbahn war mit Lehm zu befestigen und sollte eine im Querschnitt gewölbte Form erhalten. Die Kolonisten verfügten jedoch weder über Geld noch über materielle Mittel für solche Arbeiten, und sie benutzten den Weg auch kaum. So blieb es nach Protesten noch einige Jahre bei den schlechten Wegverhältnissen.
Erst mit der beginnenden Industrialisierung ab etwa 1870, als sich in der Umgebung des Ortes Fabriken ansiedelten, was zum Zuzug zahlreicher Arbeiterfamilien führte, ließ die Gemeinde das Wegesystem ausbauen und die bereits vorhandenen Straßen befestigen. Die hier beschriebene Dorfstraße erhielt daraufhin am 13. Dezember 1884 den neuen amtlichen Namen Cöpenicker Straße, womit die Richtung ihres Verlaufs verdeutlicht wurde.
Bereits am 17. August 1886 benannte die Ortsverwaltung die zentrale Straße von Adlershof in Bismarckstraße zu Ehren des deutschen Reichskanzlers Otto von Bismarck um. Die Namensvergabe war vom damals zuständigen Teltower Landrat bestätigt worden. Schnell wuchs diese Straße zu einer wichtigen Geschäftsstraße mit Bäckern, Fleischern, Kolonialwarenläden, Restaurants. Im Jahr 1891 etablierte sich darüber hinaus der Wochenmarkt (Adresse Bismarckstraße 35/36). Die Dorfkirche in der Arndtstraße 11–15 nahe der Bismarckstraße am Marktplatz und eine Schule wurden errichtet, und 1918 gesellte sich das Filmtheater Capitol hinzu.
Im Haus Bismarckstraße 1 war das Gemeindebüro untergebracht, während das Haus Adlergestell 22 offiziell als Amtsgebäude galt.
Im Jahr 1912 wurde die erste Straßenbahn durch die Bismarckstraße in Betrieb genommen, zuvor verkehrte bereits eine Linie vom Bahnhof Adlershof bis zur Dorfmitte Alt-Glienicke (Kirche). Nun gab es eine Verbindung mit der Stadt Cöpenick.

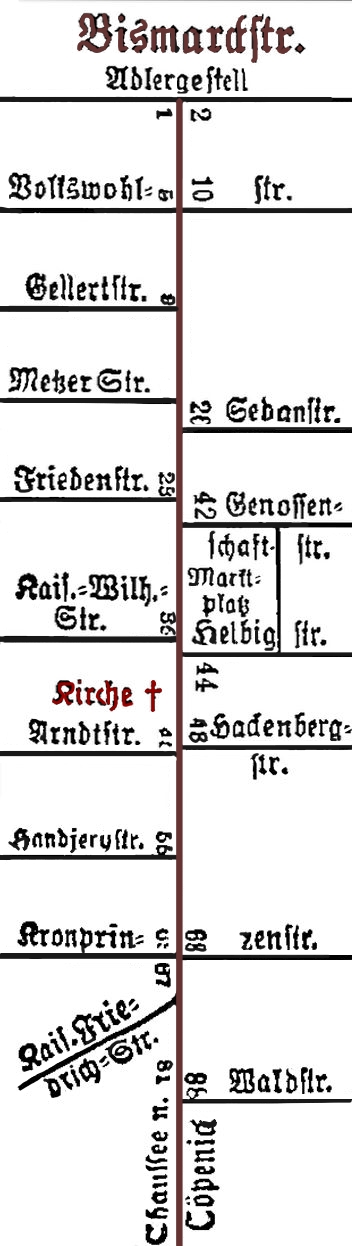
Bismarckstraße mit ihren Nebenstraßen im Jahr 1931 und teilweise mit Hausnummern

Bei den politischen Auseinandersetzungen im Kapp-Putsch und dessen Folgen wurden im Ort und insbesondere in der Bismarckstraße mehrere Personen getötet. Angehörige der Reichswehreinheiten hatten unter anderem Arbeiter auf der Straße und auf dem Hof der Gemeindeschule erschossen. Die Toten erhielten später ein ehrendes Andenken auf dem Friedhof in der Friedlander Straße (früher „Gemeindewaldfriedhof“ an Wald- und Hackenbergstraße).
In den 1930er Jahren weist das Berliner Adressbuch eine Fülle von Geschäften und Dienstleistern entlang dieser Straße aus. Zu den Lebensmittelanbietern kamen Kohlenhandlungen, Zigarrenläden, Glaser, Uhrmacher, weitere Gastwirtschaften und selbst eine Tankstelle (Hausnummer 71) hinzu. In den entstandenen Mietshäusern fanden bis zu 20 Familien Unterkunft.
Die Hausnummern reichten im Jahr 1931 von 1 (am Adlergestell) bis 88 (an der Waldstraße) in Zickzackform. Wenig später wurde die Chaussee nach Cöpenick in den Verlauf der Bismarckstraße einbezogen, der neue Abschnitt erhielt im Jahr 1935 die Parzellennummern 90 bis 110, und zwei Querstraßen, der Lohnauer Steig sowie der Freystadter Weg kamen hinzu. In diesem Bereich zeigt die Straße seither ein ländliches Bild, sie wird von Villen und Gartenanlagen sowie vom späteren Sportkomplex geprägt.
Die Bebauung in der Straße verdichtete sich schrittweise, ab dem Jahr 1941 waren bereits 116 Hausnummern vergeben.
In der Zeit des Nationalsozialismus wurden wie fast überall in Berlin aus dieser Straße auch jüdische Mitbürger verhaftet und später umgebracht. An zwei dieser Personen, Margarethe und Wilhelm Baerwald, erinnern seit dem Jahr 2005 Stolpersteine vor dem Haus Dörpfeldstraße 23.
Aus dem früheren Gemeindebüro Bismarckstraße 1 wurde im Jahr 1938 die „Amtsstelle Berlin Adlershof“ mit einer „Antragskasse“ (später Stadtsteuerkasse) und dem Standesamt XV darin.
Als der Zweite Weltkrieg seinem Ende entgegenging, zogen zunächst Flüchtlinge und am 24. April 1945 bei der Schlacht um Berlin auch zahllose Panzer der Roten Armee durch die Bismarckstraße, von Spindlersfeld kommend. An der Kreuzung mit dem Adlergestell hatten sich mehrere Verbände getroffen, um das Berliner Stadtzentrum zu befreien. So bekam der Platz hinter dem Gebäudetrakt Bismarckstraße 1–5 im Jahr 1948 die Bezeichnung Platz der Befreiung.
Im Berlin der Nachkriegszeit sollten Straßen- und Platznamen nach früheren Politikern oder Herrschern getilgt werden, und so erhielt die Straße am 24. Mai 1951 den offiziellen Namen Dörpfeldstraße. Als Namensgeber gilt der Archäologe Wilhelm Dörpfeld (1853–1940). Wissenschaftler des Luisenstädtischen Bildungsvereins schließen aber nicht aus, dass die Straße auch nach dem Pädagogen Friedrich Wilhelm Dörpfeld (1824–1893) benannt worden sein könnte.
Die innerörtliche Bedeutung der Dörpfeldstraße ging ab den 1960er Jahren deutlich zurück, sie wurde mehr und mehr zu einer Durchfahrtsstraße. Dazu haben auch die inzwischen im Südbereich von Adlershof entstandenen Institute der Deutschen Akademie der Wissenschaften, die Ansiedlung des Fernsehfunks der DDR und vor allem das Wachregiment „Feliks Dzierzynski“ beigetragen.
Die entlang der Dörpfeldstraße errichteten Wohnhäuser verfielen im Laufe der Jahre zu unansehnlichen Bauten, Geschäfte zogen aus. Tristesse breitete sich vor allem in den 1980er Jahren aus. Erst ab den späten 1990er Jahren setzten Sanierungsarbeiten ein, die wegen der komplizierten Eigentumsverhältnisse nur langsam vorankamen. Bis Mai 1997 entstanden die Marktpassagen,. Durch einen kompletten Umbau soll die Straße ab 2021 zu einer Flaniermeile umgestaltet werden.

## Bauten und Anlagen (Auswahl)

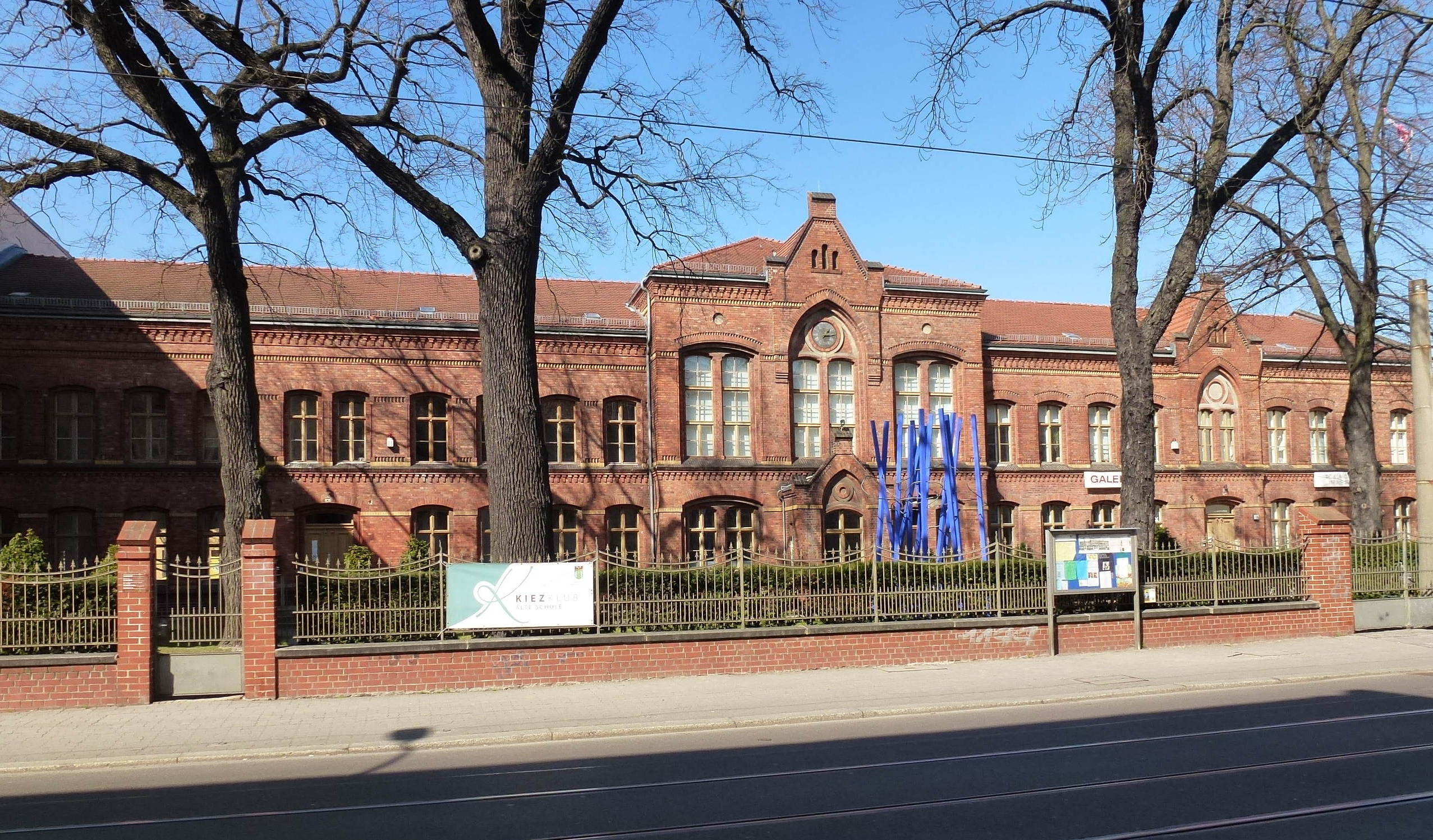
Ehemalige 1. Gemeindeschule, seit 1998 Kulturzentrum Adlershof

In der Dörpfeldstraße 54/56 steht die 1890–1892 nach Plänen und unter Leitung des Baumeisters Robert Buntzel errichtete 1. Gemeindeschule für Knaben, die später in 1. Volksschule (1930), dann 16. Volksschule (1935) und 19. Volksschule (1941) umbenannt worden war. (Die 2. Gemeindeschule für Mädchen wurde 1898 in der Radickestraße 43 errichtet.) Im Schulgebäude Bismarckstraße befand sich auch die Volksbücherei.
In den Jahren 1997/1998 hat die Bezirksverwaltung das frühere Schulgebäude renovieren lassen und es als Kulturzentrum Adlershof wieder eröffnet. In den Backsteingebäuden hat die Kulturabteilung des Bezirksamts ihren Sitz, darüber hinaus gibt es einen Bürgersaal, die Galerie Alte Schule, die Ortsteilbibliothek, Arbeitsräume für den Ortschronisten, den Kiezclub und eine Artothek.
Erwähnenswert als Baudenkmal ist auch der 1912 eingeweihte Marktbrunnen, gestaltet vom Bildhauer Alfred Krause.
Im Dreieck zwischen der Dörpfeldstraße und den östlich den Ortsteil begrenzenden Bahnanlagen (Adresse Dörpfeldstraße 89) erstreckt sich die Fritz-Lesch-Sportanlage, benannt nach dem kommunistischen Widerstandskämpfer Fritz Lesch, mit Tennisplätzen, Leichtathletikanlagen, Handball- und Fußballfeldern. Hauptnutzer sind der SV Berlin-Chemie Adlershof und der PSV Olympia Berlin. Auch die Nachwuchs- und Frauenmannschaften des 1. FC Union Berlin nutzen hier die Rasenplätze. Die Tennisplätze werden vom Adlershofer Tennisclub e. V. bespielt.
Bis zur politischen Wende betätigten sich hier die Mitglieder der BSG AdW Berlin mit einer breiten Palette an Sportarten. Neben dem Sportkomplex bestimmen Villen und Kleingärten das Bild der Dörpfeldstraße in diesem nordöstlichen Abschnitt.
Das 1918 eröffnete Kino Capitol in der Dörpfeldstraße 29 wurde im Oktober 1990 geschlossen und stand dann etliche Jahre leer. Der Investor und Ingenieur Michael Weltzer hat mit seinem Partner Gert Menzner das dreistöckige Gebäude – samt einem benachbarten Haus – um 2005 erworben und es nach Vorschlägen des Projektentwicklers Kai-Uwe Blietz zu einer Markthalle mit kleinteiligem Angebot umgestalten lassen. Insgesamt stehen im ehemaligen Kinoraum 40 kleine Marktstände zur Verfügung („Warenhaus der Sinne“), und auch ein Fitnesszentrum mit Ernährungsberatung sowie eine Sauna mit Dachterrasse hält der Komplex bereit, genannt Training, Spa und Wellness. Auf dem Hof ist langfristig ein Sommernachts-Kino angedacht. Zur weiteren Akzeptanz will Weltzer sogar mittels eines Bus-Shuttles Mitarbeiter vom Gelände der WISTA zur Mittagspause hierher holen lassen. Die Realisierung des Projekts kostete rund 3,5 Millionen Euro. Die Eröffnung des neuen Capitols erfolgte am 15. November 2007.
Weiterhin erwähnenswert sind ein im Jahr 2005 aufgebrachtes Wandbild am Giebel des Hauses Dörpfeldstraße 15/17 Ecke Thomas-Müntzer-Straße, das ein sehr realistisch gestaltetes Bild eines alten knorrigen Baumes zeigt, und das mehretagige Gebäude Dörpfeldstraße 79 mit einer ausdrucksstarken restaurierten Jugendstilfassade. Der Ladenbereich wird von einem Fahrradhändler genutzt.

## Verkehr
Die Dörpfeldstraße wird auf dem Abschnitt von Haus Nummer 1 am Adlergestell bis zur Parzelle 89 an der Einmündung der Waldstraße von der Straßenbahnlinie 63 in der Mitte der Straße im Straßenniveau durchfahren. Danach wechseln die Gleise beiderseits in ein eigenes Gleisbett. Die beiden Fahrstreifen der Straße liegen von hier an bis zur Ortsteilgrenze zu Spindlersfeld zwischen den Straßenbahngleisen.
Zur Umgestaltung der Dörpfeldstraße, siehe Adlershof: Umgestaltung der Dörpfeldstraße.